# DNA-Polymerase I
Die DNA-Polymerase I ist ein Enzym, welches die Synthese von DNA aus Desoxyribonukleotiden an einer DNA-Matrize katalysiert. Die DNA-Polymerase I spielt bei der prokaryotischen DNA-Replikation eine Rolle. Das wichtigste Merkmal ist seine 5'-3'-Exonukleaseaktivität. Neben DNA-Polymerase I sind auch noch zwei weitere DNA-Polymerasen in Prokaryoten bekannt.

## Funktion
Die DNA-Polymerase I ist eine langsamere Polymerase als die DNA-Polymerase III, daher dient sie nicht der hauptsächlichen Synthese des DNA-Stranges bei der Replikation. Sie hat eine niedrige Prozessivität. Sie dient dazu, den Primer durch die 5'-3'-Exonukleaseaktivität abzubauen. Außerdem füllt sie die dabei entstandenen Lücken im Strang wieder durch dNTPs auf. Dabei arbeitet die Polymerase von 5'→3'-Richtung, indem ein nukleophiler Angriff der endständigen 3'-OH des DNA-Stranges auf das 5'-Phosphat des dNTPs stattfindet, wobei Pyrophosphat abgespalten wird. Die DNA-Polymerase benötigt eine freie 3'-Hydroxygruppe, um daran Nukleotide anzusetzen, und verwendet dazu das Ende des vorher synthetisierten Okazaki-Fragments. Außerdem ist es der DNA-Polymerase I möglich, 3'→5' Korrektur zu lesen und falsch eingebaute Nukleotide über die Exonukleaseaktivität zu ersetzen.

## Aufbau

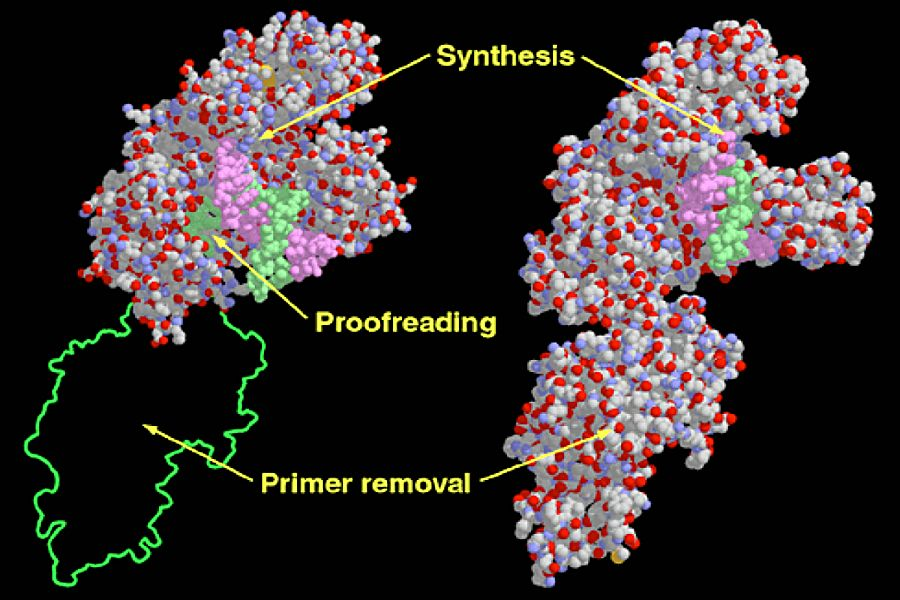
Aufbau der DNA-Polymerase I mit ihren Domänen

Die DNA-Polymerase I besteht aus einem Polypeptid von etwa 1000 Aminosäuren Länge. Die Molekülmasse liegt bei 109 kDa. Um ihre Aufgaben zu erfüllen, hat sie mehrere Domänen: für die Synthese, das Korrekturlesen und das Entfernen von Nukleotiden.

## Entdeckung
Die DNA-Polymerase I (Pol I) wurde im Jahr 1956 von Arthur Kornberg isoliert und war die erste Polymerase überhaupt, die entdeckt wurde. 1959 hat Kornberg dafür den Nobelpreis erhalten.